# Attischer Helm
Der attische Helm ist eine Schutzwaffe aus dem Skythischen Raum im heutigen Südrussland sowie aus dem antiken Griechenland.

## Beschreibung
Der attische Helm besteht aus Bronze. Er hat eine ellipsoide Helmglocke. Im unteren Kopfbereich verengt sich der Helm stark. Der Nackenschutz hat bei diesem Helmtyp eine spezielle Bauweise; der Nackenschutz fällt fast senkrecht ab und ist dann nach außen umgebogen. Im seitlichen Kopfbereich ist er ebenfalls tief heruntergezogen und mit Ausschnitten für die Ohren des Trägers versehen. Am Gesichtsbereich sind Wangenklappen mit der Hilfe von Scharnieren befestigt. Die Wangenklappen werden nach unten breiter und sind nach hinten abgerundet. An der Vorderseite sind sie in der Mitte mit einem spitz zulaufenden Vorsprung versehen. Auf der Helmoberseite sind je nach Version Halterungen für Federbüsche oder andere figürliche Verzierungen angebracht. Es gibt verschiedene Versionen. Er war in der Antike weit verbreitet. Seinen Namen bekam er durch die Verwendung in Griechenland. 